# Полянський Анатолій Трохимович
Анато́лій Трохи́мович Поля́нський (народився 29 січня 1928 в Авдіївці — † 7 червня 1993), український і російський архітектор, художник-монументаліст, народний художник СРСР — 1980. Дійсний член АМ СРСР — 1979. Державна премія СРСР −1967.

## Життєпис
1950 року закінчив Московський архітектурний інститут, працює в архітектурно-проектних установах Москви.
Серед споруд:
- комплекс дитячого табору «Артек» в Гурзуфі — 1959,
- курортне містечко «Донбас» в Ялті −1963,
- готель «Інтурист» там же — 1978,
- готель «Ялта», Будинок молоді в Цілинограді — 1974 та
- Донецьку — 1979;
- мозаїчне панно «Інтернаціональна дружба юнацтва», вітражі — «Ігри дітей нашої планети» в піонерському таборі «Морський» у Криму, 1961 — у співавторстві.

1970 — доктор архітектури.
Автор теоретичних статей з питань архітектури. З 1981 року — перший секретар правління Спілки архітекторів СРСР.
Нагороджений орденом Жовтневої Революції; іншими орденами, медалями.